# Octavi Vilà Mayo
Octavi Vilà i Mayo O.Cist. (en español: Octavio Vilà y Mayo) (Tarragona, 11 de diciembre de 1961) es un geógrafo-historiador y eclesiástico católico español. Es el obispo de Gerona, desde 2024. Fue abad del Monasterio de Poblet, entre 2015 y 2024.

## Biografía
Octavi (Octavio) nació el 11 de diciembre de 1961, en la ciudad española de Tarragona.
Estudió la EGB, el BUP y el COU en el colegio La Salle de su ciudad natal.
En 1984, tras realizar estudios en la Universidad de Barcelona, obtuvo la licenciatura en Geografía e Historia. En 1987, realizó un diplomado en Biblioteconomía y Documentación, en la misma casa de estudios.
En 1996, realizó un posgrado en Nuevas Tecnologías de la Información, por la Universidad Politécnica de Cataluña. Luego, cursó un posgrado en Gestión cultural, en la Universidad Pompeu Fabra, en el 2000.
Posteriormente, realizó los estudios eclesiásticos en la Facultad de Teología de Cataluña (2007-2015), obteniendo la licenciatura en Teología sistemática.

### Trayectoria
Trabajó en la Hemeroteca de Tarragona, entre 1983 y 2005. Fue secretario de la Hermandad de Poblet de 2000 a 2005, secretario del Patronato de Poblet desde 2003. 
También fue secretario y vicepresidente del Archivo Bibliográfico Santes Creus, entre 1998 y 2005. Además, fue vocal del Patronato del Archivo Montserrat Tarradellas y Macià, y  y del primer consejo de redacción de la revista Poblet entre 2000 y 2005.
Ha publicado varios artículos en la prensa y trabajos de historia contemporánea y biblioteconomía.

### Vida religiosa
En julio de 2005, ingresó en el monasterio cisterciense de Santa María de Poblet. El 26 de enero de 2006, vistió el hábito de novicio, y realizando su primera profesión de votos religiosos el 26 de enero de 2007. Realizó la profesión solemne el 15 de agosto del 2010. Fue ordenado diácono el 21 de abril de 2014, a manos del arzobispo-obispo Joan-Enric Vives. En mayo del mismo año, fue nombrado subprior de la comunidad.
Su ordenación sacerdotal fue el 1 de mayo de 2015, a manos del arzobispo Jaume Pujol Balcells. El 3 de diciembre del mismo año, fue elegido abad por la comunidad de Poblet, sustituyendo a José Alegre Vilas. Recibió la bendición abacial el 27 de febrero de 2016, de manos del abad general cisterciense, fray Mauro Lepori. El 2 de diciembre de 2021, fue confirmado como abad por la comunidad hasta cumplir la edad reglamentaria. 
Como abad de Poblet fue el presidente nato de los monasterios de la Congregación Cisterciense de la Corona de Aragón, y miembro del Capítulo General y del Sínodo de la Orden Cisterciense. También, presidente del Patronato del Archivo Montserrat Tarradellas i Macià y miembro del Patronato de Poblet. Fue presidente de la Reunión de Abades y Provinciales (RAP) de Cataluña (2022-2024).

### Episcopado
El 29 de febrero de 2024, el papa Francisco lo nombró obispo de Gerona. Fue consagrado el 21 de abril del mismo año, en la Catedral de Gerona; a manos del arzobispo Joan Planellas i Barnosell. Tomó posesión canónica el mismo día de su consagración.
El 31 de mayo de 2024, anunció dar positivo a COVID-19, por lo que tuvo que cancelar su agenda en la que se encontraban las celebraciones de la fiesta del Corpus Christi.
En la Conferencia Episcopal Española es, desde julio de 2024, miembro de la Comisión Episcopal para la Vida Consagrada.
En la Conferencia Episcopal Tarraconense es, desde julio de 2025, presidente de la Comisión Interdiocesana de Liturgia.